# Обнинский, Пётр Викторович
Петр Викторович Обни́нский (англ. Peter Victor Obninsky, 23 июня 1901 года, Москва, Российская империя — 2 апреля 1997 года, Уолнат-Крик, Калифорния, США) — потомок дворянской семьи Обнинских, выпускник Морского корпуса, американский архитектор, акварелист и дизайнер, член Национальной республиканской партии.

## Биография
Родился в 1901 году в семье известного российского общественно-политического деятеля В. П. Обнинского, в возрасте 18 лет поступил в Морской кадетский корпус в Севастополе, где находился с конца 1919 года по ноябрь 1920 года, в составе Русской эскадры эвакуирован в Бизерту, Тунис, находился на одном корабле с епископом Вениамином (Федченковым).
В декабре 1920 года выпускается из Корпуса и поступает на службу матросом с жалованием в 10 франков.
В феврале-марте 1921 года давал объявления в русскоязычной зарубежной прессе с целью розыска родственников. Тогда же из Туниса переезжает в Марсель и после непродолжительного нахождения во Франции, нанявшись матросом на американский рейсовый пароход, направляющийся в Новый Орлеан, эмигрирует в США. В Нью-Йорке встречается с сестрой матери Екатериной Александровной Розенберг-Лодыженской.
Поселился в Нью-Йорке, изучал архитектуру в Колумбийском университете, получил диплом в 1926 году. Работал в архитектурных фирмах McKim, Mead & White и в Чарльз А. Платт. С 1931 года проживал в Лос-Анджелес, где работал в MGM. Работал декоратором и конструктором для кино, а также занимался дизайном жилых домов для жителей киногородка. В 1940 году переехал в Сан-Франциско, работал архитектором в ВМС США.
С 1970 года — на пенсии.
Был верным членом Русской православной церкви, Ассоциации русского дворянства в Америке, а также Ассоциации бывших российских военно-морских офицеров в Сан-Франциско.
Рисовал акварелью.

До конца жизни Петр Викторович считал себя русским, при этом оставаясь патриотом Америки. Нередко он поднимал над своим домом российский триколор или Андреевский флаг— Ларина Т.М. Обнинская земля в конце XIX — начале XX века // Обнинск - история города с древнейших времен до наших дней. Обнинск: Принтер, 2001. — С. 139.
Летом 2005 года его сын Виктор передал в Музей истории города Обнинска фото отца, российский флаг триколор и вышитый Андреевский стяг.

## Семья
- Родители:

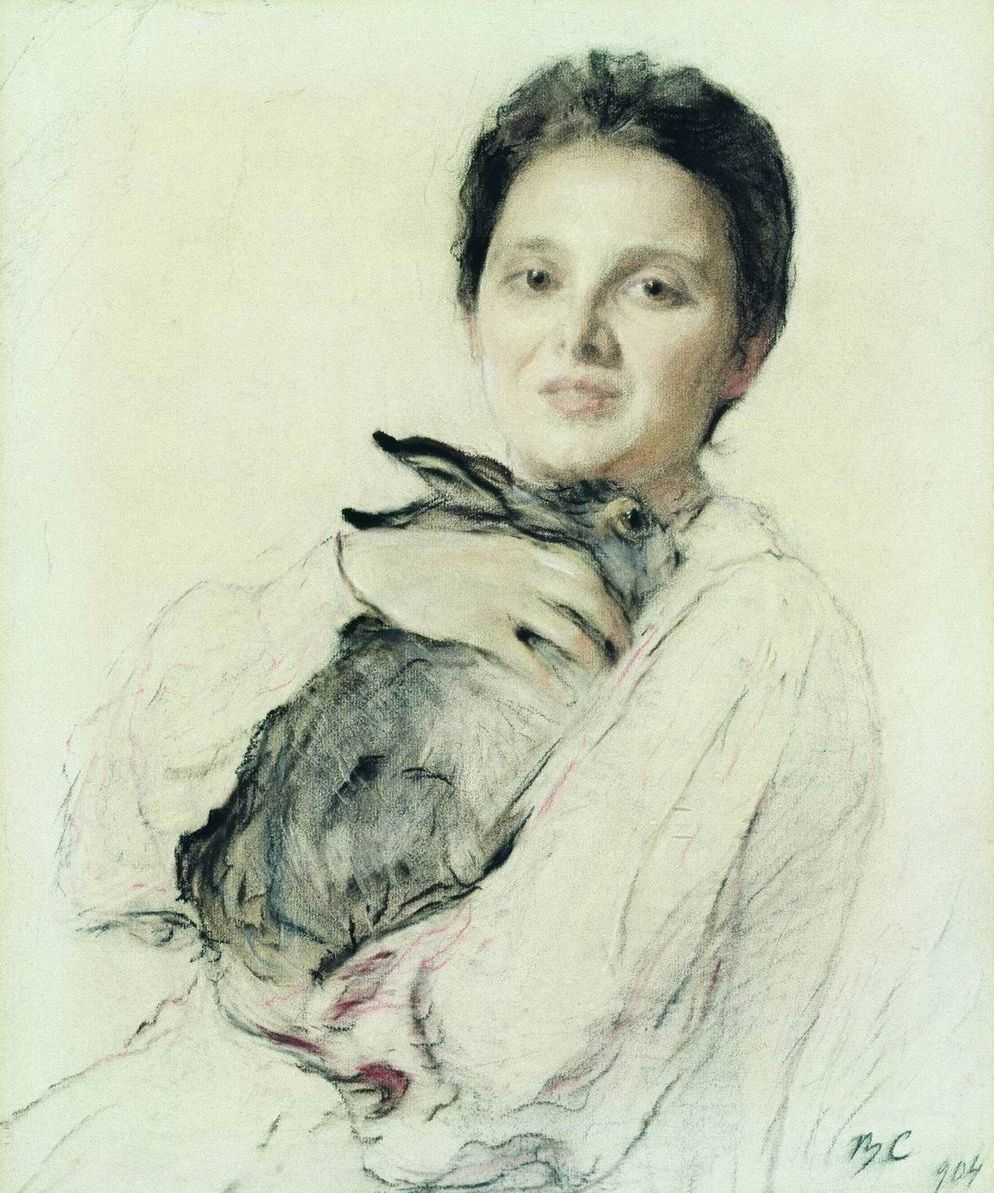
Валентин Серов. Клеопатра Александровна Обнинская с зайчиком. 1904

  - Отец — Виктор Петрович Обнинский (1867—1916), российский политический и общественный деятель, литератор.
  - Мать — Клеопатра Александровна Обнинская (урождённая Салова; 1880—1927). В 1904 позировала Валентину Серову (портрет «Клеопатра Александровна Обнинская с зайчиком»). В 1923 году по приглашению сына эмигрировала в США. Умерла из-за тяжёлой болезни в Париже, после операции. Похоронена в Париже.
- Сын — Виктор Петрович Обнинский (англ. Victor Peter Obninsky, 1944—2016), американский юрист, доктор права, адвокат высшей категории. Посещал и поддерживал связи с городом Обнинском и родовой усадьбой в Белкино[2][3][4][5][6].
- Внуки:
  - Мэри Обнински, американский военный, капитан Военно-морских сил США.
  - Уоррен Обнински, американский инженер, специалист по компьютерам.